# Daughters of Bilitis
Córki Bilitis (ang. Daughters of Bilitis, DOB) – pierwsza polityczna i społeczna organizacja lesbijska w Stanach Zjednoczonych, powstała w San Francisco w 1955. Nazwa organizacji wywodzi się od Pieśni Bilitis autorstwa francuskiego poety Pierre’a Louÿsa.

## Historia
Organizacja została założona przez Del Martin i Phyllis Lyon oraz kilka innych kobiet, które spotykały się, aby omawiać kwestie lesbijskie. Dopiero później, pod wpływem organizacji gejowskich, przyjęła także cele polityczne. Od 1956 roku organizacja zaczęła wydawać własny miesięcznik – The Ladder (ang. Drabina). Był on ówcześnie dość konserwatywny – unikał wszelkich politycznych i wojowniczych materiałów, publikował za to prozę, poezję, eseje, raporty badań oraz teksty naukowców dotyczące homoseksualizmu. Jednocześnie zniechęcał do wszelkich form odróżniania się lesbijek od heteroseksualnej większości takich jak rozwijanie związków opartych o role butch i femme. Działalność organizacji obejmowała organizowanie publicznych dyskusji na temat homoseksualizmu, wspieranie wykluczonych, zamężnych lub mających dzieci lesbijek oraz prowadzenie badań. W 1958 roku organizacja miała już oddziały w Nowym Jorku, Los Angeles, Chicago i Rhode Island, ale nie przyciągnęła takiej ilości członkiń, jak organizacje gejowskie w latach 50. i 60. Przyczyną tego stanu rzeczy był najprawdopodobniej fakt, że organizacja skupiała głównie białe kobiety wywodzące się ze średniej klasy – a takie były ówcześnie grupą mającą najwięcej do stracenia po zdeklarowaniu się jako lesbijki w czasach, kiedy nękanie przez policję oraz zwolnienia z pracy wobec jawnych lesbijek były powszechne. Próby przyciągnięcia lesbijek wywodzących się z innych klas i grup społecznych nie powiodły się. We wczesnych latach 60. The Ladder osiągał nakład około 500 sztuk, a DOB miało w 1960 roku nieco ponad 100 członkiń.

### Rozpad
Od połowy lat 60., wraz z rozpoczęciem się drugiej fali feminizmu, organizacja pod przewodnictwem nowych liderek, Rity Laporte i Barbary Grier, stała się zdecydowanie bardziej feministyczna. Spowodowało to konflikt wewnętrzny, gdyż ówcześnie wiele kobiet ze środowisk feministycznych było nieprzychylnych lesbijkom. Było to również sprzeczne z kierunkiem działalności DOB wyznaczonym przez Martin i Lyon. W tym okresie, pod redakcją Barbary Gittings, The Ladder stał się bardziej wojowniczy. Ostatecznie Laporte i Grier odeszły, zawłaszczając w 1970 The Ladder, a niedługo potem oddziały organizacji uniezależniły się, tworząc odrębne organizacje. Jedynie oddział krajowy kontynuował działalność jako Daughters of Bilitis. Z powodów finansowych zaprzestano wydawania The Ladder w 1972; był on już w tych czasach czasopismem traktującym o wyzwoleniu kobiet. Jego nakład wynosił wówczas 7200 sztuk.